# Phoracantha freyi
Phoracantha freyi là một loài bọ cánh cứng trong họ Cerambycidae.